# Tono Andreu
Antonio Tomás Andreu (15 de mayo de 1915, Gualeguay - 28 de febrero de 1981, Buenos Aires), más conocido como Tono Andreu, fue un actor argentino.

## Carrera
Hijo de los actores Isabel Anchart y Antonio Andreu y hermano de Gogó Andreu, desde pequeño inició su carrera artística en la compañía teatral de sus padres, luego continuó en este medio actuando en obras junto a Roberto Casaux.
Tuvo una larga carrera en varietés, teatros de revistas, radio, etc, participando activamente en todos los medios. En 1942 participó en su primera película dirigido por José Bohr en "27 Millones", que se estrenó cinco años después. Luego de filmar varias películas al lado de grandes actores del momento como Enrique Serrano y Pepe Iglesias, en 1950 acompañó a Los Cinco Grandes del Buen Humor en "Cinco Grandes y una Chica". Se destacó principalmente como actor cómico, siendo requerido por grandes directores como Enrique Carreras, quien lo dirigió en "La mano que aprieta", "Los Tres Mosquiteros", etc. donde se destacó. En 1953, con el mismo director, filmó "Suegra último modelo", protagonizada por Juan Carlos Thorry y Analía Gadé, y un año después protagonizó con Malisa Zini "La cueva de Alí Babá", donde también actuó su hermano Gogó.
También participó en teatro en obras como "Spaghetti House", "El mayordomo de la Pimpapour", "Tangolandia", "Si mi marido supiera lo que hago", "La Duquesa faltó a la cita", etc, y tuvo pequeños papeles en diversos ciclos televisivos.
Al igual que Gogó, en 1955 se radicó en el exterior donde continuó con su carrera, y se reincorporó a principios de la década de 1960", donde filmó una de las versiones protagonizadas por Carlitos Balá llamada "Canuto Cañete y los 40 ladrones", que fue un éxito. En 1965 se consagró en televisión con el ciclo La Tuerca, donde formó dúo con Nelly Láinez, y el programa se mantuvo hasta 1974. A mediados de los años 1960 participó en vasrias comedias dirigidas por Enrique Carreras, actuando al lado de Palito Ortega, también actuó en dramas como "Juan que reía", con Luis Brandoni. En 1980 realizó su última intervención cinematográfica en "Operación Comando", de Julio Saraceni, y sus últimos trabajos los realizó en el medio televisivo, participando de unos pocos capítulos de la segunda versión de "La tuerca", trabajando hasta sus últimos días.
Falleció a los 66 años el 28 de febrero de 1981 en Buenos Aires. Fue sobrino del actor Alberto Anchart (padre) y primo de los actores Alberto Anchart (hijo) y Marquesa Anchart.

## Filmografía
- Operación Comando (1980)
- Juan que reía (1976)
- No hay que aflojarle a la vida (1975)
- Los chiflados del batallón (1975)
- Yo tengo fe (1974)
- Las píldoras (1972)
- Aquellos años locos (1971)
- Vamos a soñar con el amor (1971)
- La familia hippie (1971)
- En una playa junto al mar (1971)
- Matrimonio a la argentina (1968)
- Flor de piolas (1967)
- ¡Esto es alegría! (1967)
- ¿Quiere casarse conmigo? (1967)
- De profesión sospechosos (1966)
- Hotel alojamiento (1966)
- Mi primera novia (1966)
- Fiebre de primavera (1965)
- Ritmo nuevo, vieja ola (1964)
- Canuto Cañete y los 40 ladrones (1964)
- De noche también se duerme (1956)
- Mi marido hoy duerme en casa (1955)
- Escuela de sirenas... y tiburones (1955)
- El fantasma de la opereta (1955)
- La cueva de Alí Babá (1954)
- Suegra último modelo (1953)
- Los tres mosquiteros (1953)
- La mano que aprieta (1953)
- Don Fulgencio (El hombre que no tuvo infancia) (1950)
- Cinco grandes y una chica (1950)
- Campeón a la fuerza (1950)
- Avivato (1949)
- Una noche en el Ta Ba Rin (1949)
- 27 millones (1947)
- El tercer huésped (1946)

## Teatro
- José quiere a Marta (1950), de Norman Krasna, con la Compañía Argentina de Comedia encabezada por Felisa Mary, Ricardo Passano y Susana Canales.